# Gianna Nannini
Gianna Nannini (phát âm tiếng Italy: [dʒanna nanniːni], sinh ngày 14 tháng 6 năm 1954 ở Siena) là một nữ ca sĩ nhạc sĩ kiêm nhạc sĩ nhạc pop. Trong số bài hát của cô, "Bello e impossibile" (1986) là một hit quốc tế ở Áo, Đức, Ý và Thụy Sĩ.

## Cuộc sống cá nhân
Nannini sinh ra ở Siena vào ngày 14 tháng 6 năm 1954. Cô là chị của cựu lái xe đua Formula One Alessandro Nannini. Cô học piano và soạn nhạc ở Milan cuối những năm 1970 và lấy bằng Cử nhân Triết học từ Đại học Siena năm 1994. Năm sau cô tham gia vào một cuộc phản kháng do Greenpeace tổ chức tại đại sứ quán Pháp tại Rome chống lại quyết định của chính phủ Pháp để theo đuổi các thí nghiệm hạt nhân tại Mururoa. Vào tháng 8 năm 2010, ở tuổi 54, cô đã thông báo rằng cô đang có thai. Việc mang thai của Nannini nổi bật lên trên trang bìa của Vanity Fair, nơi cô được chụp chân dung mặc áo thun với dòng chữ "God is a Woman". Vào ngày 26 tháng 11 năm 2010 lúc 12 giờ sáng, con gái của Nannini, Penelope Jane Charlotte, sinh ra tại phòng khám Madonnina ở Milan. Năm 2017, Nannini quyết định chuyển đến London với đối tác là Carla. Trong cuốn tự truyện năm 2017, có tựa đề Cazzi miei, cô tiết lộ cô đã sẵn sàng cho một liên minh dân sự với Carla, giải thích cô cảm thấy luật pháp Italia không thể bảo đảm cho Penelope về tương lai của cô trong trường hợp Nannini chết.

## Sự nghiệp âm nhạc
Nannini ghi được hit nội địa đầu tiên vào năm 1979 với đĩa đơn "America" và album California, nó đã trở thành một sự thành công ở một số nước châu Âu. Sự đột phá quốc tế của cô đã xảy ra vào năm 1984 với việc phát hành album thứ sáu của cô, Conny Plank-sản xuất Puzzle, người đứng trong top 10 trong bảng xếp hạng Ý, Đức, Áo và Thụy Sĩ. Đĩa đơn đầu tiên trong album, "Fotoromanza", được hỗ trợ bởi một video âm nhạc do Michelangelo Antonioni đạo diễn, và tiếp tục giành được nhiều giải thưởng âm nhạc. Nannini bắt tay vào một chuyến lưu diễn châu Âu dài để hỗ trợ album, đỉnh điểm là buổi biểu diễn chính tại Lễ hội Montreux Jazz.
Năm 1986, bài hát "Bello e impossibile" của cô là một hit ở châu Âu ở Ý, Đức, Áo và Thụy Sĩ. Album tổng hợp năm 1987 của cô, Maschi e Altri, đã bán được hơn một triệu bản.
Năm 2004, cô phát hành album Perle tuyệt vời nhất, trong đó một số ca khúc mới nhất của cô đã được sắp xếp lại với sự hỗ trợ của các nhạc sĩ như Christian Lohr trên piano (người cũng có một khoản tín dụng đồng sản xuất) và một bộ tứ dây gồm có Vincenzo di Donna (violin đầu tiên), Luigi de Maio (violin thứ hai), Gerardo Morrone (viola) và Antonio di Franca (violoncello). Với dàn nhạc này, Nannini đã tham gia một chuyến lưu diễn châu Âu từ năm 2004 đến năm 2005.
Album Grazie được phát hành vào tháng 2 năm 2006 và đạt vị trí số một trong cuộc diễu hành hit của Ý với single "Sei nell'anima".
Tháng 4 năm 2007, Nannini phát hành Pia to la canto io, một bộ sưu tập các bài hát do Wil Malone sản xuất và ban đầu được dự định cho một vở opera rock dựa trên Pia de Tolomei thời Trung Cổ Pia de 'Tolomei (được đề cập ngắn gọn trong Purgatorio của Dante) 2008 sau mười một năm thai nghén.
Một phiên bản âm thanh của bài hát Meravigliosa Creatura (từ Perle) đã được sử dụng trong một quảng cáo thương mại năm 2008 cho Fiat Bravo do Matthias Zentner chỉ đạo. Fiat sau này sẽ bao gồm một bài hát khác của Gianna Nannini, "Aria", trong một quảng cáo tiếp theo của Fiat Bravo.

### Song ca
Năm 1987, cô biểu diễn với Sting và Jack Bruce của "Three Penny Opera" của Bertolt Brecht và Kurt Weill tại Schauspielhaus ở Hamburg. Năm 1990, cô và Edoardo Bennato hát "Un'estate italiana", bài hát chính thức của Football World Cup 1990 do Giorgio Moroder sáng tác. Tháng 9 năm 2006, cô đã thu âm single "Ama Credi E Vai" với Andrea Bocelli. Nannini cũng xuất hiện trong album solo Sanctuary của Einstürzende Neubauten, ca khúc "Per Semper Butterfly" của Einstürzende Neubauten. Năm 2008, cô đã kết hợp với người rapper người Ý Fabri Fibra trong phiên bản videoclip của bài hát "In Italia". Cô cũng hát ca khúc "Aria" với ca sĩ người Macedonia Toše Proeski.

### Đội hình hiện tại của band
Gianna Nannini - giọng hát, guitar, violin, piano
Milton Mcdonald - guitar, giọng hát ủng hộ
Davide Ferrario - bàn phím, nhạc đệm
Davide Tagliapietra - guitar, giọng hát đệm
Mylious Johnson - trống
Alex Kilier - bass
Liệu Malone - nhà sản xuất, giám đốc âm nhạc
Discography
Gianna Nannini (1976)
Una radura (1977)
California (1979)
G. N. (1981)
Sconcerto Rock (1981, nhạc phim)
Người yêu Latin (1982)
Câu đố (1984)
Tutto Live (1985, trực tiếp)
Profumo (1986)
Maschi e Altri (1987, biên soạn)
Malafemmina (1988)
Scandalo